# 3-й Северокаролинский пехотный полк
3-й Северокаролинский пехотный полк (3rd North Carolina Infantry Regiment) представлял собой один из пехотных полков армии Конфедерации во время Гражданской войны в США.

## Формирование
3-й Северокаролинский пехотный полк был сформирован в Гарисберге, Северная Каролина, 16 мая 1861 года. Полк назывался «3rd North Carolina State Troops» и его важно не путать с созданным позже полком «3rd North Carolina Volunteers», который был затем переименован в 13-й северокаролинский пехотный полк.
Его роты были набраны в округах Грин, Даплин, Камберленд, Нью-Хановер, Онслоу и Бладен. Его первым командиром стал Гастон Мерс, подполковником — Роберт Коуан, майором — Уильям Дероссет.

## Боевой путь
Летом полк был направлен к Ричмонду и передан в распоряжение генерала Холмса. Весной 1862 года полк был направлен к Голдсборо (Северная Каролина), где находился до июня. В мае подполковник Коуан был повышен до полковника и возглавил 18-й северокаролинский пехотный полк, а майор Дероссер стал подполковником. Полк включили в бригаду Джона Уокера (вместе с 1-м Северокаролинским, 30-м вирджинским и 1-м арканзасским) и отправили к Ричмонду, однако он не успел принять участия в сражении при Севен-Пайнс. Через несколько недель бригада была переформирована и теперь в ней числились 1-й Северокаролинский, 4-й и 44-й джорджианские полки, и возглавил бригаду генерал Рипли. Бригада вошла в состав дивизии Дэниеля Хилла.
Полк был несерьёзно задействован в сражении при Бивердем-Крик, где из офицеров был ранен только майор Саваж. В ходе Семидневной битвы дивизия Хилла поддерживала крыло Томаса Джексона и всерьёз не принимала участия в боях, хотя 3-й пехотный время от времени оказывался под обстрелом. 1 июля полк участвовал в сражении при Малверн-Хилл, где был убит полковник Мерс. Командование принял подполковник Дероссет.
После сражения полк был отведен к Ричмонду и получил 400 новобранцев.